# Закрыть гештальт
«Закрыть гештальт» — российский драмеди-сериал режиссёра Максима Пежемского. Премьера состоялась 15 августа 2022 года на «Кинопоиске» и в Okko. 22 и 23 июля 2023 года состоялась телепремьера на телеканале «СТС».

## Сюжет
Главный герой сериала «Закрыть гештальт» — сотрудник автосалона Фёдор Ярцев (Александр Ильин), способный, но совершенно неамбициозный человек, довольствующийся тем, что имеет, и стремящийся найти счастье в повседневности. Его склад характера добавляет проблем в отношениях с женой Машей — много работающей, тянущей на себе ипотеку и прочие расходы. Всё в его жизни меняется, когда происходит несчастный случай: он падает с высоты 20-го этажа, но чудом избегает увечий, зато обретает сверхъестественную способность видеть неупокоенные души. Так он становится проводником между мирами мёртвых и живых, которому приходится помогать умершим «закрывать гештальты» из земной жизни. Призраки настойчивы, и избежать выполнения их желаний Фёдор не может.
Каждая серия — история новой неупокоенной души. Первой становится недавно умершая тёща Фёдора (Юлия Ауг) — невыносимая женщина, которая при жизни третировала не только его, но и всех вокруг. В следующей истории ему приходится помогать бандиту из 90-х. Одной из самых сложных для Фёдора станет встреча с собственным отцом, который умер 19-летним в геологической разведке. Отец страдает от нереализованного стремления перевоспитать своего сына, который в момент их встречи оказывается вдвое старше его.
Решая проблемы неупокоенных душ, Фёдор осознает и свои психологические зажимы, закрывает собственные гештальты и понимает многое о жизни.

## Актёры и роли
| Актёр              | Роль                             |
| ------------------ | -------------------------------- |
| Александр Ильин    | Фёдор Ярцев                      |
| Анна Зайкова       | жена Фёдора Маша                 |
| Денис Власенко     | отец Фёдора Костя                |
| Юлия Ауг           | тёща Фёдора Марина Александровна |
| Александр Назаров  | отец Маши Александр Викторович   |
| Фёдор Лавров       | бандит из 90-х Мотя              |
| Владимир Майзингер | Сигарев                          |
| Анастасия Крылова  | Таня                             |
| Николай Шрайбер    | физрук Алексей Юрьевич Макросов  |
| Анатолий Горячев   | профессор Ковалевский            |
| Павел Майков       | камео                            |
| Дмитрий Лысенков   | интернет-тролль Руслан Бельский  |
| Глафира Тарханова  | блогер Екатерина Тобольцева      |
| Александр Баширов  | Чёрт                             |
| Андрей Бутин       | Фарокот                          |
| Андрей Зайцев      | Воробьёв                         |
| Дмитрий Муляр      | Юркевич                          |
| Андрей Бодренков   | Машуков                          |
| Геннадий Смирнов   | Вадим Лобачевский                |

## Производство
Проект «Плюс Студии» и компании «Лунапарк», спродюсированный Дмитрием Нелидовым и снятый Максимом Пежемским по сценарию Дмитрия Лемешева — эта же команда ранее сняла сериал «Проект „Анна Николаевна“». «Закрыть гештальт» был представлен в конкурсной программе IV фестиваля сериалов «Пилот» 19 июля 2022 года, а премьера на «Кинопоиске» и Okko состоялась 11 августа 2022 года.

## Оценка
Рецензенты отмечали, что «Закрыть гештальт» только на первый взгляд кажется легковесной простой комедией положений. Сериал обращается к темам психологических травм и проблем, которые преследуют героев спустя годы — и даже после смерти. Рассказывать их истории помогает яркий актёрский состав, который знакомит зрителя с людьми, пережившими недолюбленность и деспотизм, зацикленными на обидах и неспособными к компромиссам, пытающимися разобраться в сложных близких отношениях.